# Torestorps pastorat
Torestorps pastorat är ett pastorat i Marks och Kinds kontrakt i Göteborgs stift i Marks kommun i Västra Götalands län. 
Pastoratet består av nedanstående församlingar:
- Torestorps församling
- Älekulla församling
- Öxabäcks församling

Pastoratskod är 081214.